# 홍사구
홍사구(洪思九, 1878년~1896년)는 조선의 항일 운동가이다. 자는 우용이고 본관은 남양이며, 경상북도 순흥에서 출생하였다. 1895년 을미사변으로 명성 황후가 시해되었을 때 안승우를 중심으로 해서 의병이 일어나자 그도 이에 가담하여 제천에서 일본군과 싸우다가 죽었다. 1962년 대한민국 건국공로훈장 단장이 수여되었다.

## 참고 문헌
- 이 문서에는 다음커뮤니케이션(현 카카오)에서 GFDL 또는 CC-SA 라이선스로 배포한 글로벌 세계대백과사전의 내용을 기초로 작성된 글이 포함되어 있습니다.